# Barbara Fried
Barbara Helen Fried ( /friːd/ ) é uma advogada americana que atualmente é professora de direito William W. e Gertrude H. Saunders na Escola de Direito de Stanford.

## Educação
Graduou-se na Universidade Harvard, em 1977, com o grau de Bacharel em Artes em Literatura Inglesa e Americana magna cum laude. Recebeu o título de Mestre em Artes em literatura em 1980, assim como o grau de Doutora em Direito magna cum laude em 1983, na Escola de Direito de Harvard. Fried atuou de 1983 a 1984 como escriturária de J. Edward Lumbard, Juiz Senior da Corte de Apelações dos Estados Unidos para a Segunda Instância.

## Carreira
Fried ingressou no corpo docente da Escola de Direito de Stanford em 1987, depois de trabalhar como advogada associada no escritório de advocacia Paul, Weiss, Rifkind, Wharton & Garrison de 1984 a 1987. Ela investigou tópicos como contratualismo, libertarianismo e utilitarismo.
Fried escreveu sobre o altruísmo eficaz e o filósofo moral Peter Singer.

## Ativismo
Ela é cofundadora da organização política arrecadadora de fundos Mind the Gap, que defende candidatos do Partido Democrata e financia grupos de votação. Em 2018, Fried doou $ 75.000 para o Mind the Gap. A organização foi descrita pela Vox Media como "o grupo de doadores secretos do Vale do Silício" em janeiro de 2020. Em novembro de 2022, Fried deixou seu cargo na entidade.

## Vida pessoal
Fried é casada com o professor de direito de Stanford, Joseph Bankman. Ela é a mãe de Sam Bankman-Fried, o empresário indiciado da agora falida empresa de criptomoedas FTX, e de seu irmão mais novo, Gabe. Barbara e Joseph Bankman são proprietários de uma residência à beira-mar nas Bahamas, comprada como “casa de férias” por US$ 16,4 milhões, que faz parte da falência da FTX.
A irmã de Fried, Linda P. Fried, é reitora da Escola Mailman de Saúde Pública da Universidade de Columbia.

## Trabalhos publicados
Fried é o autor de Facing Up to Scarcity: The Logic and Limits of Nonconsequentialist Thought (2020), e "Can Contractualism Save Us from Aggregation?".